# Horní Habartice
Horní Habartice är en ort i Tjeckien.   Den ligger i regionen Ústí nad Labem, i den norra delen av landet, 80 km norr om huvudstaden Prag. Horní Habartice ligger 236 meter över havet och antalet invånare är 394.
Terrängen runt Horní Habartice är huvudsakligen lite kuperad. Horní Habartice ligger nere i en dal.Runt Horní Habartice är det ganska tätbefolkat, med 58 invånare per kvadratkilometer. Närmaste större samhälle är Děčín, 9,1 km väster om Horní Habartice. Omgivningarna runt Horní Habartice är en mosaik av jordbruksmark och naturlig växtlighet.